# Mazanderani (volk)

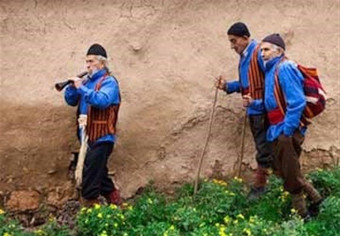
Mazandarani

De Mazandarani vormen een inheems Iraans volk dat voornamelijk in de provincie Mazandaran in het noorden van Iran woont. Zij wonen tussen de Kaspische Zee in het noorden en de Elboers in het zuiden. Kortweg worden ze ook als Mazanis (مازنی‌ها) aangeduid. Ze wonen langs de zuidkust van de zee, in de regio die historisch bekendstaat als Tabaristan, de tegenwoordige Iraanse provincies Mazandaran en Golestan. De zuidelijke begrenzing van hun woongebied wordt gevormd door het Elboersgebergte. Veel Mazanderani's net als Gilaki's beshouwen zichzelf als Perzen.

## Volk
Het aantal Mazanderani bedroeg in 2006 tussen de drie en vier miljoen. Ze zijn in meerderheid aanhanger van de sjiïetische islam.
De traditionele middelen van bestaan zijn landbouw en visserij. De Mazanderani zijn nauw verwant aan het buurvolk de Gilaki en aan Kaukasische volken als de Georgiërs, Armeniërs en Azerbeidzjanen.

## Taal

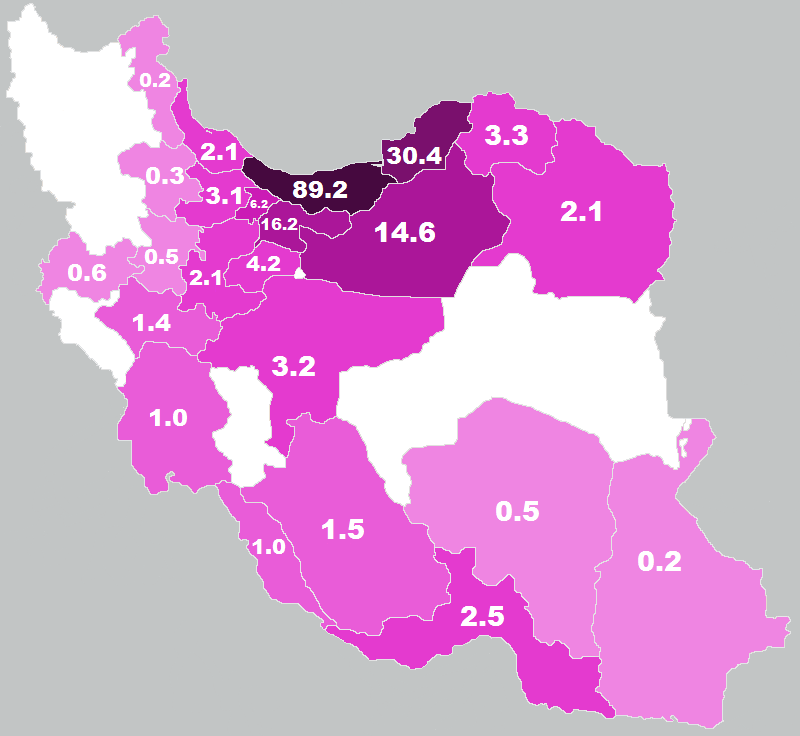
Mazandarani in Iran, % per provincie (2010)

Het Mazanderani is een Noordwest-Iraanse taal; de meesten spreken echter ook vloeiend Perzisch. Het Gilaki en Mazanderani delen echter bepaalde kenmerken met Kaukasische talen, die andere Iraanse talen missen. Door de toenemende invloed van scholing en de media, is te verwachten dat de verschillen tussen het Mazanderani en de andere Iraanse talen gaan verdwijnen. Het Mazanderani is nauw verwant aan het Gilaki, beide talen hebben een overeenkomstige woordenschat. Het systeem van verbuiging van zelfstandige naamwoorden zoals dat in de oude Iraanse talen bestond, is in het Mazanderani meer behouden gebleven dan in het Perzisch.

## Genetica

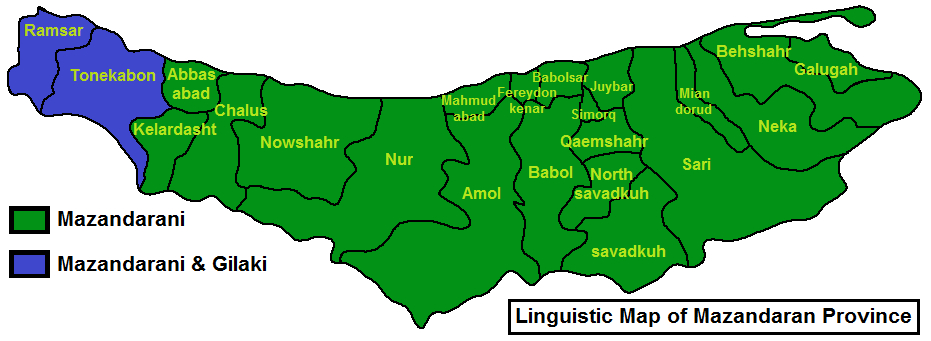
Taalkundige kaart van de provincie Mazandaran

De Mazanderani en Gilaki bewonen het gebied in Iran ten zuiden van de Kaspische Zee en spreken talen die behoren tot de noordwestelijke tak van de Iraanse talen. Gesuggereerd werd dat hun voorouders uit de Kaukasus afkomstig zijn, en dat ze misschien een andere groep uit hun tegenwoordige woongebied hebben verdrongen. Linguïstisch onderzoek ondersteunt dit, omdat het Gilaki en Mazanderani bepaalde Kaukasische kenmerken hebben die niet bij andere Iraanse talen voorkomen.
Gebaseerd op het mitochondriaal DNA HV1 lijken de Gilaki en Mazanderani op hun geografische buren, namelijk andere Iraanse volken. De types Y-chromosoom lijken echter het meest op die van volken in de zuidelijke Kaukasus. Onderzoekers verklaarden deze verschillen omdat mensen uit de Kaukasus zich langs de zuidkust van de Kaspische Zee vestigden, waarvan de zonen (niet de dochters) plaatselijke Iraanse bewoners inhuwden, misschien vanwege hun gewoonte dat een jong stel nabij de ouders van de man bleef wonen.

### Haplogroepen
Analyse van Y-chromosomen bij Mazanderani toonde haplogroup J2 als meest voorkomende haplogroep aan, wat is gerelateerd met de verspreiding van landbouwers vanuit het Nabije Oosten. De tweede meest voorkomende haplogroep is Haplogroep R1a1 (Y-DNA), waarvan gedacht wordt dat die verband houdt met de Indo-Iraanse expansie naar Centraal- en Zuid-Azië en nu een algemeen voorkomende haplogroep in dat gebied is. Deze groep is aangetroffen bij bijna 25% van de onderzochte personen. Beide genoemde groepen samen komen bij meer dan 50% van de onderzoekgroep voor.

### Geassimileerde volken
Tijdens de dynastieën van de Safawieden, Afshariden en Kadjaren gingen ook grote aantallen Georgiërs, Circassiërs, Armeniërs en leden van andere Kaukasusvolken in Mazandaran wonen. Een groep van circa 12.000 Georgische en 40.000 Armeense gezinnen werd in 1615 en volgende jaren gedwongen naar Mazandaran te verhuizen als gevolg van campagnes in de Kaukasus door sjah Abbas I van Perzië. De meesten werden gevestigd in en rond Farahabad en Ašraf (Behšahr). Volgens Della Valle, die in februari 1618 door het gebied trok, werden de bossen rond Sari, ten zuiden van Farahabad, gekapt om plaats te maken voor de nieuwkomers die tijdens zijn verblijf daar al waren begonnen om het land te cultiveren. Sommige Georgische immigranten werden te werk gesteld bij de teelt van zijderupsen, voor welk doel grote aantallen moerbeibomen werden geplant in de buurt van Faraḥābād. Sommige dorpen en steden in Mazandaran hebben nog de naam "Gorji" (Georgisch) in zich, zoals Gorjī Maḥalla en Gorjī Kalā. De meeste Georgiërs zijn in de loop der eeuwen echter in de Mazanderani opgegaan. De geschiedenis van de Georgische immigratie is beschreven door Iskandar Beg Munshi, auteur van het 17e-eeuwse werk History of Alam Aray Abbasi. Ook buitenlanders als Jean Chardin en Pietro Della Valle (1586-1652), schreven over hun ontmoetingen met Georgische, Circassische en Armeense Mazanderanis.

## Bekend persoon
- Reza Sjah, keizer van Perzië (1924-1941), werd geboren in Mazanderan. Zijn vader was een Mazanderaan, zijn moeder een Georgische.